# واکنش بارجلینی
واکنش بارجلینی(به انگلیسی: Bargellini reaction) یک واکنش شیمیایی است که در سال ۱۹۰۶ توسط شیمیدان ایتالیایی گوئیدو بارجلینی کشف شد. واکنش اصلی عبارت است از واکنش میان فنول، کلروفرم و استون در حضور محلول سدیم هیدروکسید. تا پیش از تحقیقات بارجلینی، در متون علمی شیمی آن زمان، محصول منتسب به این واکنش چند جزئی (MCR) مشتقی از فنول توصیف شده بود. با این حال، بارجلینی نشان داد که محصول این واکنش مشتقی از کربوکسیلیک اسید است.

## سازوکار واکنش
واکنش اصلی بارجلینی (۱۹۰۶):
سازوکار واکنش اصلی بارجلینی (۱۹۰۶):